# Down upon the Suwannee River
Albums de Little Feat
Live at the Rams Head
(2002) Kickin' It at the Barn
(2003)
Down upon the Suwannee River est un album live de Little Feat, sorti le 29 juillet 2003.

## Liste des titres
| 1.  | Introduction       |                                                       | 0:11  |
| 2.  | All That You Dream | Paul Barrere, Bill Payne                              | 7:40  |
| 3.  | Spanish Moon       | Lowell George                                         | 9:55  |
| 4.  | Skin It Back       | Barrere                                               | 5:56  |
| 5.  | Big Bang Theory    | Barrere, Shaun Murphy, Payne, Fred Tackett, Bill Wray | 6:10  |
| 6.  | Bed of Roses       | Murphy, Payne                                         | 4:41  |
| 7.  | Cajun Girl         | Martin Kibbee, Payne                                  | 8:01  |
| 8.  | Sailin' Shoes      | George                                                | 5:49  |
| 9.  | Rag Mama Rag       | J.R. Robertson                                        | 6:43  |
| 10. | Let It Roll        | Barrere, Kibbee, Payne                                | 11:36 |

| 1. | Lafayette Railroad                               | George, Payne         | 4:33  |
| 2. | Dixie Chicken                                    | George, Fred Martin   | 27:22 |
| 3. | Tripe Face Boogie                                | Richie Hayward, Payne | 5:43  |
| 4. | It Takes a Lot to Laugh, It Takes a Train to Cry | Bob Dylan             | 8:49  |
| 5. | Oh Atlanta                                       | Payne                 | 5:51  |
| 6. | Willin'                                          | George                | 6:31  |
| 7. | Fat Man in the Bathtub                           | George                | 7:35  |

## Personnel

### Musiciens
- Paul Barrere : guitare, chant
- Sam Clayton : percussions, chœurs
- Shaun Murphy : chant, percussions
- Kenny Gradney : basse, chant
- Richard Hayward : batterie, chœurs
- Bill Payne : claviers, chant
- Fred Tackett : guitare, mandoline, trompette, chœurs